# Jack el Desnudador
Jack el Desnudador (en inglés: Jack the Stripper) es el nombre con el que se ha denominado a un asesino en serie autor de seis asesinatos [oficiales] en Londres entre 1964 y 1965. Todas sus víctimas eran prostitutas del distrito de Hammersmith y que fueron encontradas bien en las riberas del río Támesis. El hecho de que fueran prostitutas llevó a la prensa a apodarlo Jack the Stripper en referencia a los asesinatos cometidos por Jack el Destripador en el siglo XIX. Dos asesinatos anteriores, cometidos en 1959 y 1963, también han sido vinculados por algunos investigadores al mismo autor. A pesar del "intenso interés de los medios y una de las mayores cacerías en la historia de Scotland Yard", el caso no se ha resuelto todavía.

## Víctimas

### Elizabeth Figg
Figg, de 21 años en el momento de su muerte (Bebington; 24 de marzo de 1938), fue encontrada muerta a las 5:10 horas de la mañana del 17 de junio de 1959 por agentes de policía en una patrulla rutinaria por Duke's Meadows, en Chiswick, en la orilla norte del río Támesis. El parque tenía fama de ser un escenario para encuentros de parejas, y se sabía que las prostitutas llevaban a sus clientes allí.
El cuerpo de Figg fue encontrado en un matorral entre Dan Mason Drive y el camino de sirga del río, aproximadamente a 180 m al oeste del puente Barnes. Su vestido estaba rasgado en la cintura y abierto para revelar sus senos. Las marcas alrededor del cuello fueron evidencia de que fue estrangulada. Faltaban su ropa interior y los zapatos, y no se encontraron identificación ni posesiones personales. Un patólogo concluyó que la muerte había ocurrido entre la medianoche y las 2:00 de la mañana.
Una fotografía post mortem de la cara de Figg distribuida a la prensa fue reconocida independientemente por su compañera de piso y por su madre.
Las extensas búsquedas en el área, incluido el lecho del río, no pudieron encontrar la ropa interior de Figg, los zapatos de tacón negro o el bolso blanco que se sabe que llevaba aquella noche. Un oficial de policía teorizó que había sido asesinada por un cliente en su vehículo, después de quitarle los zapatos y la ropa interior, y que estos y su bolso habían quedado en el automóvil después de que el cuerpo fuera arrojado a Duke's Meadows. El propietario de un pub en el lado opuesto del río donde se encontró a Figg dijo que en la noche del asesinato él y su esposa habían visto los faros de un automóvil cuando estacionó en esa área escasos cinco minutos después de la medianoche. Poco después de apagar las luces, escucharon el grito de una mujer.

### Gwynneth Rees
Natural de Barry (Gales), Gwynneth Rees tenía 22 años cuando fue asesinada. Su cuerpo fue encontrado el 8 de noviembre de 1963 en un vertedero y zona de reciclaje cerca de Townmead Road, en el barrio londinense de Mortlake. El vertedero estaba situado a 37 m del camino de sirga del Támesis, y aproximadamente a 1,6 km de Duke's Meadows.
Rees estaba desnuda excepto por una media en su pierna derecha, que no se extendía más allá del tobillo. Había sido decapitada por una pala que los trabajadores habían estado utilizando para nivelar la basura.

### Hannah Tailford
Hanna Tailford, de 30 años, fue encontrada muerta el 2 de febrero de 1964 en la playa del Támesis debajo de Linden House, muy cerca del London Corinthian Sailing Club, al oeste del puente de Hammersmith. Había sido estrangulada, le faltaban varios dientes, y su ropa interior había sido introducida a la fuerza por su garganta.

### Irene Lockwood
Lockwood fue hallada muerta el 8 de abril de 1964 en la orilla del Támesis en Corney Reach, Chiswick, no lejos de donde se había encontrado a Tailford. Con el descubrimiento de esta víctima, la policía se dio cuenta de que detrás había un asesino en serie. Lockwood estaba embarazada en el momento de su muerte.

### Helen Barthelemy
Barthelemy apareció muerta el 24 de abril de 1964 en un callejón en la parte trasera de Boston Manor Road, en Brentford. Su muerte dio a los investigadores su primera evidencia sólida en el caso: manchas de pintura utilizadas en la fabricación de automóviles. La policía sintió que la pintura probablemente había venido del lugar de trabajo del asesino, con lo que se empezaron a rastrear negocios y sospechosos pertenecientes a un sector laboral dedicado al automóvil o a la construcción y reparación de estos.

### Mary Fleming
El cuerpo de Fleming fue encontrado el 14 de julio de 1964 en las afueras de Berrymede Road, Chiswick. Una vez más, se encontraron manchas de pintura en el cuerpo. Muchos vecinos también habían escuchado un auto marcha atrás por la calle justo antes de que se descubriera el cuerpo.

### Frances Brown
Brown fue vista por última vez con vida el 23 de octubre de 1964 por una colega que la vio subir al automóvil de un cliente. El 25 de noviembre su cuerpo fue encontrado en un aparcamiento en la calle Hornton, en Kensington. Había sido estrangulada. Su colega pudo proporcionar a la policía una imagen de identificación y una descripción del automóvil, que se creía que era un Ford Zephyr gris. Brown había testificado como testigo de la defensa, junto con las modelos Christine Keeler y Mandy Rice-Davies, en el juicio del Caso Profumo en julio de 1963.

### Bridget O'Hara
La inmigrante irlandesa Bridget "Bridie" O'Hara fue encontrada muerta el 16 de febrero de 1965 cerca de un cobertizo de almacenamiento detrás de Heron Trading Estate, en Acton. Había estado desaparecida desde el 11 de enero. En la escena del crimen se hallaron manchas de pintura industrial que fueron rastreadas hasta un transformador eléctrico. Su cuerpo también mostró signos de haber sido almacenado en un ambiente cálido. El transformador se ajustaba bien tanto a la pintura como a la calefacción.

## Investigación
El superintendente jefe John Du Rose de Scotland Yard, encargado del caso, entrevistó a unos 7 000 posibles sospechosos.
En la primavera de 1965, la investigación sobre los asesinatos encontró un gran avance cuando se halló una muestra de pintura que combinaba perfectamente con la de los cuerpos de varias víctimas debajo de un transformador oculto en la parte trasera de un edificio en el Heron Factory Estate en Acton. Esta propiedad se encontraba enfrente de un taller de pinturas. Poco después, Du Rose celebró una conferencia de prensa en la que anunció falsamente que la policía había reducido el grupo de sospechosos a 20 hombres y que, por un proceso de eliminación, estos sospechosos estaban siendo eliminados de la investigación. Después de un corto tiempo, anunció que el grupo de sospechosos contenía solo 10 miembros, y luego tres. No hubo más asesinatos conocidos de Stripper después de la conferencia de prensa inicial.
Según el escritor Anthony Summers, Hannah Tailford y Frances Brown, la tercera y séptima víctimas, estaban conectadas periféricamente con el asunto Profumo de 1963. También se sabía que algunas víctimas participaban en fiestas clandestinas además de aparecer en películas pornográficas. Varios escritores han postulado que las víctimas podían haberse conocido, y que el asesino también estuviera relacionado en esta suposición.

## Sospechosos

### Kenneth Archibald
El 27 de abril de 1964, Kenneth Archibald, un cuidador de 57 años en el Holland Park Lawn Tennis Club, entró en la comisaría de policía de Notting Hill y confesó voluntariamente el asesinato de Irene Lockwood. Archibald fue acusado del asesinato y fue juzgado en Old Bailey en junio de 1964. Cuando se le pidió que declarase, se retractó de su confesión y se declaró inocente. No había otra evidencia que lo vinculara con el crimen y el 23 de junio de 1964, fue declarado inocente por un jurado y absuelto por el juez.

### Mungo Ireland
Para Du Rose, el sospechoso más probable era un guardia de seguridad escocés llamado Mungo Ireland, a quien Du Rose identificó por primera vez en una entrevista televisiva de la BBC en 1970 como un hombre casado respetable de unos cuarenta años a quien llamó "Big John". Ireland aparentemente había sido identificado como sospechoso poco después del asesinato de Bridget O'Hara, cuando se encontraron restos de pintura industrial en Heron Trading Estate, donde había trabajado como guardia de seguridad.
Poco después de que se estableciera esta conexión, Ireland se suicidó por envenenamiento con monóxido de carbono, dejando una nota para su esposa que decía: "No puedo aguantar más", y terminó, "Para salvarte a ti, si la policía me busca estaré en el garaje". Si bien muchos lo vieron como un potencial sospechoso de los asesinatos, una investigación reciente sugiere que Ireland se encontraba en Escocia cuando O'Hara fue asesinada y, por lo tanto, no podría haber sido el autor.

### Freddie Mills
En 2001, el gánster reformado Jimmy Tippett, Jr. dijo que, durante la investigación para su libro sobre el mundo del hampa de Londres, había dado con información sobre los asesinatos, sugiriendo que el boxeador y campeón mundial de peso semipesado Freddie Mills fue el responsable de los asesinatos. "He hablado con figuras famosas en el inframundo y altos oficiales de policía en Scotland Yard, y estoy convencido de que Freddie Mills fue el asesino. Contrariamente a su imagen pública, Mills era un sádico retorcido sexualmente que disfrutaba infligiendo dolor".
Peter Neale, un periodista independiente de Balham, en el sur de Londres, había vinculado previamente a Mills con los asesinatos, comentando a la policía en julio de 1972 que había recibido información, en confianza, de un inspector jefe que Mills "mató a las prostitutas desnudas".
Mills fue encontrado muerto en su automóvil, aparentemente por suicidio, en julio de 1965.

### Un oficial de la policía metropolitana
David Seabrook, en su libro Jack of Jumps (2006), escribió que un exdetective de la Policía Metropolitana de Londres era el sospechoso en opinión de varios detectives de alto rango que investigaban el caso. Owen Summers, periodista del diario The Sun, había suscitado sospechas sobre la participación del agente no identificado en una serie de artículos publicados por el periódico en 1972, y el periodista del Daily Mirror Brian McConnell siguió una línea de investigación similar en su libro Found Naked and Dead en 1974.

### Harold Jones
El canal televisivo Crime & Investigation Network, en su programa Fred Dinenage: Murder Casebook planteó que el asesino pudo ser Harold James, un asesino convicto de Gales. Jones mató a dos niñas en 1921 en la ciudad galesa de Abertillery. Como tenía 15 años en ese momento, no era responsable de la pena de muerte y, en cambio, recibió una sentencia de cadena perpetua. Fue puesto en libertad 20 años después por comportamiento ejemplar. En 1947, Jones se había instalado en Londres, residiendo en Fulham. Todos los asesinatos tenían características similares a sus primeros asesinatos: no hubo agresión sexual, pero se infligió violencia extrema a las víctimas. Debido al mal mantenimiento de registros, la policía nunca lo consideró un posible sospechoso. 
El escritor Neil Milkins, en su libro Who was Jack the Stripper? (2011), también concluyó que Jones fue el asesino. Mientras investigaba a Jones para su libro Every Mother's Nightmare, Milkins había rastreado los movimientos del asesino: "[Él] apareció en Fulham a finales de la década de 1940 llamándose Harry Stevens, y se quedó en esa dirección en Hestercombe Avenue hasta 1962, momento en el que desapareció de nuevo. Me encontré con el caso en Internet y me di cuenta de que en los mismos tres años el paradero de Jones seguía siendo desconocido, de 1962 a 1965, varias prostitutas habían sido asesinadas en el mismo oeste de Londres".
Jones murió en Hammersmith en 1971.